# Castellero
Castellero är en ort och kommun i provinsen Asti i regionen Piemonte i Italien. Kommunen hade 290 invånare (2018).